# MSS-1.2
El SIATT MSS-1.2 es un misil guiado antitanque brasileño con guía láser utilizado para combates a corta distancia, es un sistema de lanzamiento de misiles personal del Ejército Brasileño y la Infantería de Marina Brasileña. El MSS 1.2 tiene un alcance de 200 a 3.200 metros y se puede utilizar contra tanques, vehículos blindados, infantería, búnkeres, edificios pequeños, barcos, aviones y helicópteros. 

## Historial
Inicialmente, este misil fue desarrollado conjuntamente por OTO Melara en Italia y Engesa en Brasil como el Misil Anticarro della Fanteria (MAF), con el programa a partir de 1985. El MAF luego pasó a llamarse LEO, en honor al Ministro del Ejército Leonidas Goncalves, pero ese nombre también dio paso a una designación posterior, el actual MSS 1.2. Tras la quiebra de Engesa en 1993, el programa pasó a manos de ORBITA y más tarde de Mectron (actual SIATT - Engenharia, Indústria e Comércio LTDA) a quien OTO Melara cedió todo el programa a Mectron (actual SIATT) quien continuó desarrollándolo y fue aceptado formalmente en servicio con las fuerzas armadas brasileñas en 2009, su designación actual es MSS 1.2 AC.

## Descripción
El misil MSS 1.2 AC está equipado con una carga hueca de tipo ojiva y un sistema de propulsión de dos etapas con guía realizada mediante un rayo láser proyectado por el sistema de control de fuego, el sistema de puesto de tiro, el receptor de misiles y sus filtros espectrales son suministrados por OPTO, proveedor tradicional de productos de defensa. El misil está en producción, aunque el requisito de EB era un misil con un alcance de 2.000 metros, durante las pruebas recientes el misil se mantuvo en "actitud del objetivo", (es decir, fue guiado e impactado en el objetivo en rangos que van desde 3.500 a 4.000 metros) "Pusimos un conservador en el rango en serie de 3000 m. Pero va mucho más allá y con precisión, mientras se mantiene el control total."
- Vuelo en configuración cruciforme canards controlados.
- Rodamiento inducido por las alas.
- Ojiva en forma con explosivo HMX.
- Motor de dos etapas, con propulsor sólido, basado en ocupación doble.
- Sección del sistema de control y guía: electrónica digital, basada en microprocesador.
- Control de lazo con estrategia PID.
- Canards accionados eléctricamente.

## Usuarios
Brasil
- Ejército brasileño: 48 sistemas (con 12 misiles cada uno - lote piloto). 400 pedidos en 2014-2017.
- Cuerpo Marino brasileño: 12 sistemas (con 6 misiles cada uno).